# Luís de Sttau Monteiro
Luís Infante de Lacerda Sttau Monteiro, portugalski pisatelj, odvetnik, dirkač in dramatik, * 3. april 1926, Lizbona, † 23. julij 1993, Lizbona.
Sprva je deloval kot odvetnik v Lizboni, nato pa je v Londonu postal dirkač Formule 2. Po vrnitvi na Portugalsko se je posvetil književnosti, ki je bila predvsem družbeno-politično kritična.